# Walter Rositzky
Walter Cäsar Max Rositzky (ur. 16 marca 1889 w Hamburgu, zm. 26 maja 1953 tamże) – niemiecki piłkarz, grający na pozycji napastnika, pomocnika i obrońcy. Występował między innymi w FC Barcelona i Realu Madryt.
Przez wiele lat uznawany był przez ekspertów i oba kluby za Polaka, a nie Niemca. Takowe mity na temat piłkarza krążyły w Internecie, a także znalazły miejsce w artykułach i książkach.

## Życiorys
Walter Cäsar Max Rositzky był Niemcem, urodził się 16 marca 1889 roku w Altonie (dziś dzielnica Hamburga) jako syn Rudolpha Rositzky’ego i Louise de domo Kaupmann. Miał o trzy lata starszą siostrę, Dorotheę. Był ewangelikiem.
W Hamburgu spędził młodość. Występował w tamtejszym klubie Ottensen 07 (dziś Grün-Weiss Eimsbüttel). Latem 1911 roku przeniósł się z Ottensen do Barcelony. W barwach tamtejszego FC Barcelona grał do lata 1913 roku. Dla „Dumy Katalonii” zagrał w 55 meczach i strzelił 5 bramek. Z Barceloną zdobył mistrzostwo Katalonii, a także dwukrotnie Puchar Króla i Puchar Pirenejów.
Następnie przez rok występował w Madrid FC (późniejszy Real Madryt); był piątym piłkarzem w historii, który przeniósł się z FC Barcelona do Realu Madryt. Z archiwalnych składów, które można znaleźć w gazetach, wynika, że zagrał w Madrid FC w przynajmniej 19 meczach. Jego karierę przerwał wybuch pierwszej wojny światowej. W 1914 roku opuścił Madryt i dołączył do niemieckich sił zbrojnych w Karlsruhe. Z wojny wrócił w stopniu porucznika, po jej zakończeniu został przeniesiony do rezerwy. Nie odniósł żadnych ran podczas walk. Po zakończeniu wojny wrócił na krótko do Madrytu, ale nie wznowił już piłkarskiej kariery.
W Hamburgu zamieszkał na stałe w 1920 roku. Zajmował się handlem i był właścicielem firmy produkującej margarynę. Przeżył II wojnę światową, w latach 1949–1952 prowadził sklep spożywczy przy ulicy Rotbuchenstieg 54. Brak dokumentów świadczących o tym, że miał żonę lub dzieci. Zmarł 26 maja 1953 roku w Hamburgu.

## Po śmierci
Nazwisko „Rositzky” pojawia się w wielu archiwalnych składach FC Barcelona i Realu Madryt z okresu przedwojennego. Hiszpanie mieli problem z poprawną wymową i zapisaniem nazwiska Niemca, więc w prasie figurował on jako „Rozitsky”, „Rotzisky”, „Rotziski”, „Rositzki”, „Rotziky”, „Rosizky”, „Rozisky”, „Rosicki”, „Rosetzky”. Na Estadio Santiago Bernabéu w galerii wszystkich zawodników, którzy kiedykolwiek występowali w barwach Realu Madryt, pod nazwiskiem „Rozitsky” widniał napis Polonia i polska flaga. Rositzky zajmował miejsce obok Santiaga Bernabéu, z którym występował w tej samej drużynie. Podobnie w muzeum na Camp Nou widniał jako jedyny polski zawodnik FC Barcelona, grający w latach 1911–1913.
W 2017 roku historycy FC Barcelona przyznali, że większość danych na temat Rositzky’ego opierali na przypuszczeniach, i zakładali, że zginął podczas wojny polsko-bolszewickiej. Przedstawiciele Realu Madryt stwierdzili nawet, że nie są już w stanie potwierdzić, iż taki piłkarz w ogóle występował w ich klubie. Przez wiele lat polscy dziennikarze i historycy domniemywali natomiast, że zawodnik miał paszport francuski lub austriacki, był Polakiem lub Czechem i poległ w I wojnie światowej. Niektórzy mniemali też, że Rositzky grał w Le Havre AC, jednak władze klubu zaprzeczyły, żeby Rositzky kiedykolwiek grał w tym klubie.

## Sukcesy
FC Barcelona
- Mistrzostwo Katalonii: 1913
- Puchar Katalonii: 1913
- Puchar Króla: 1912, 1913
- Puchar Pirenejów: 1912, 1913